# Fado

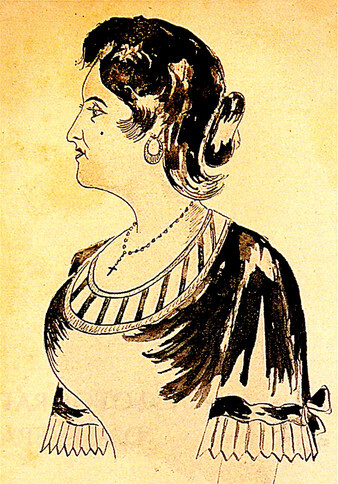
Die portugiesische Fado-Sängerin Maria Severa (1820–1846)

Fado ([ˈfaðu]; portugiesisch für „Schicksal“; von lateinisch fatum „Schicksal“) ist ein portugiesischer Musikstil und ein portugiesisches Vortragsgenre, beheimatet vor allem in den Städten Lissabon und Coimbra. Werke dieses Stils handeln meist von unglücklicher Liebe, sozialen Missständen, vergangenen Zeiten oder der Sehnsucht nach besseren Zeiten und vor allem von der saudade (annähernd: Weltschmerz).
Der Fado enthält unter anderem arabische Elemente, viele Tonhöhensprünge, bevorzugt Mollmelodien  und drückt ein Lebensgefühl aus, das viele Portugiesen als verbindend empfinden und das sie für typisch portugiesisch halten.
Das portugiesische Wort für Fado-Sängerin oder Fado-Sänger ist Fadista. Bekannte Fadistas waren Amália Rodrigues, die als die Verkörperung des Fado gilt, Alfredo Marceneiro, Maria da Fé und Carlos do Carmo. Eine Bewegung der Erneuerung und/oder Verjüngung des Fado wird seit Anfang der 1990er Jahre angeführt von Mísia und Alexandra (Maria José Canhoto). Auch Cristina Branco, Mariza, Camané, Telmo Pires, Ana Moura, Dulce Pontes und Mafalda Arnauth waren oder sind bekannte Interpreten.
Seit 2011 steht der Fado auf der Liste des immateriellen Weltkulturerbes der UNESCO.

## Besetzung

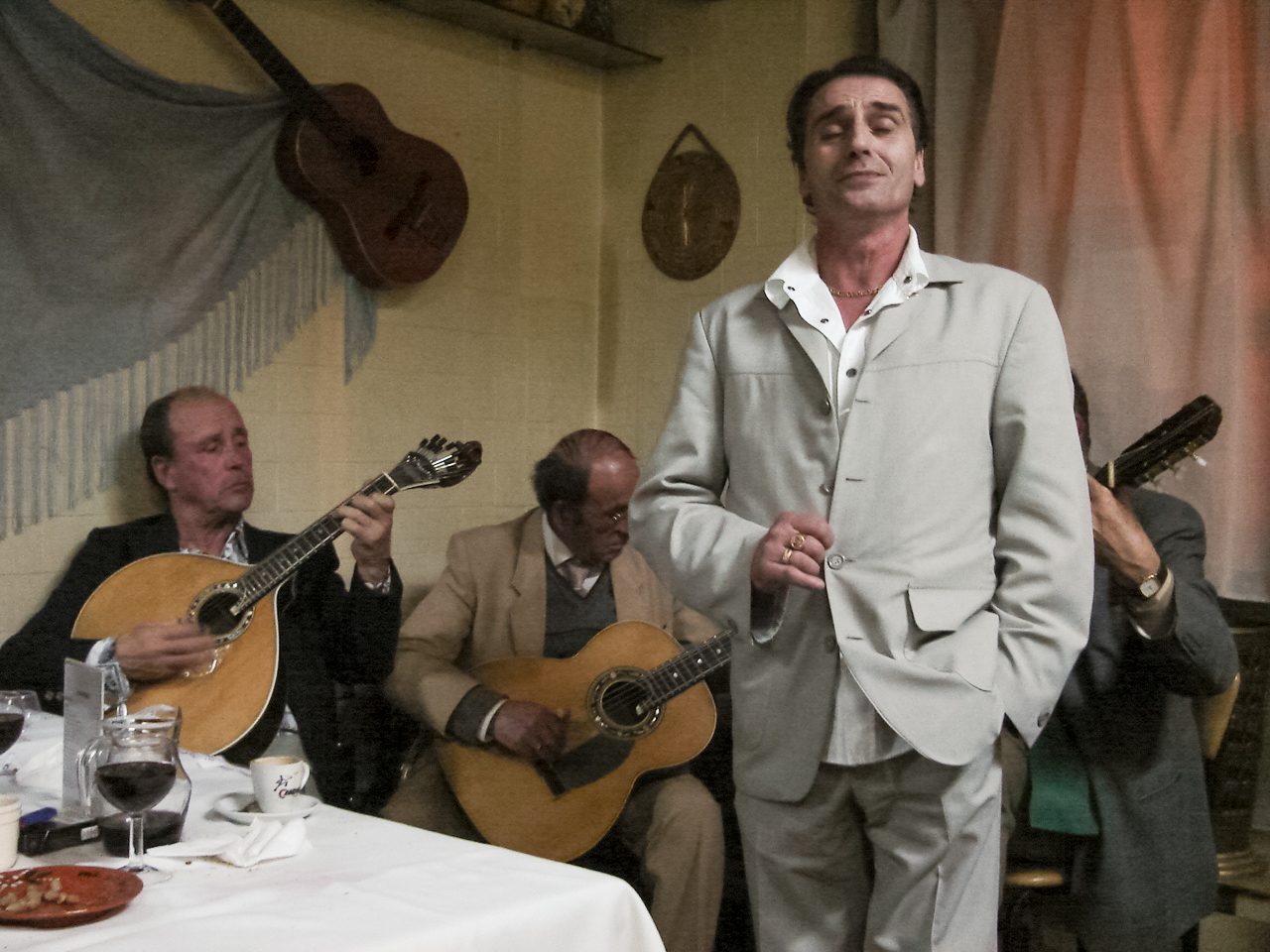
Fado-Sänger

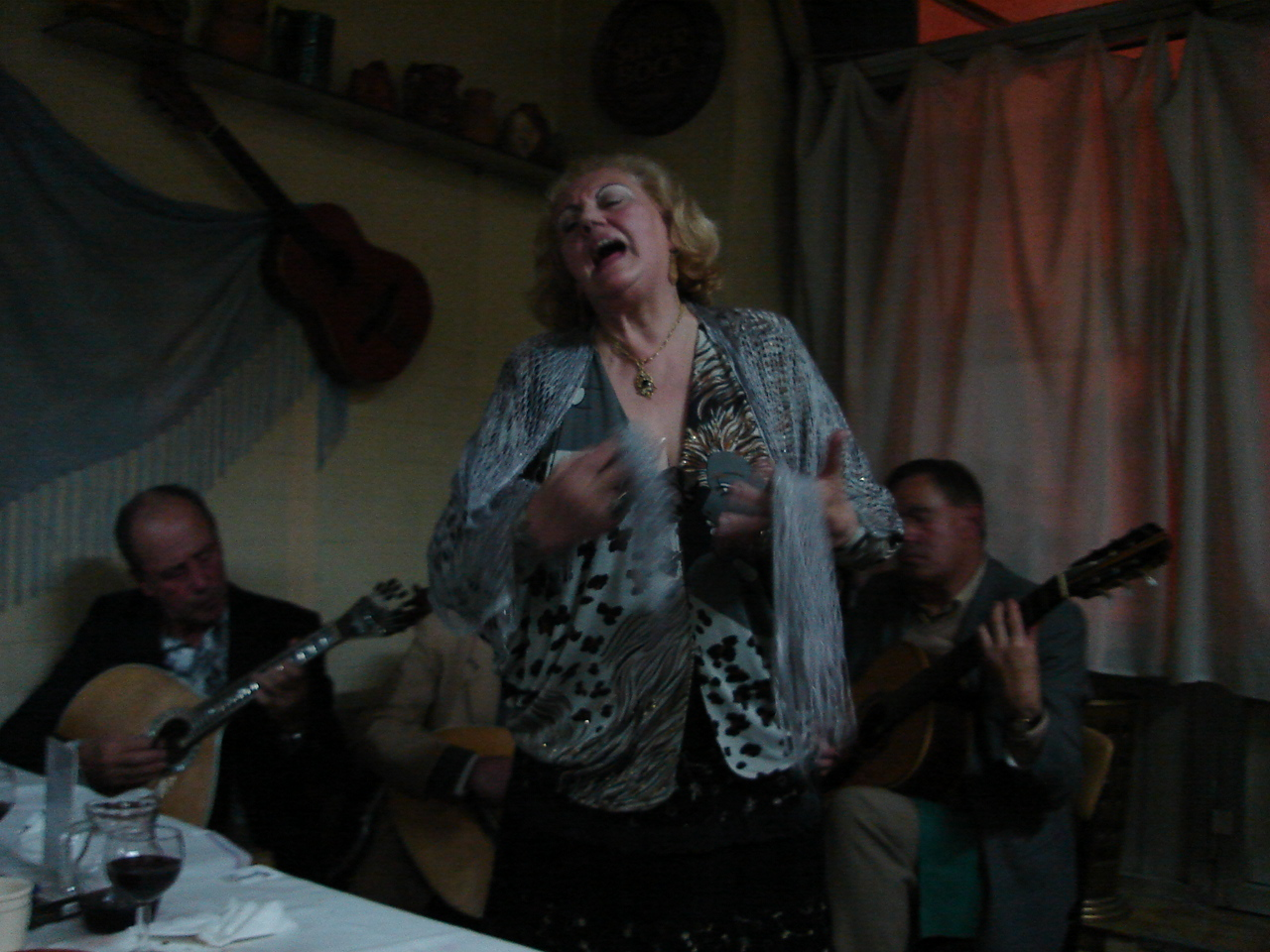
Fado-Sängerin im Lokal O Boteko in Porto, 2008

Der Sänger oder die Sängerin wird etwa seit den 1920er Jahren traditionell begleitet von einer klassischen Gitarre (guitarra clássica, genannt auch viola bzw. älter und eigentlich violão) und einer Portugiesischen Gitarre (guitarra portuguesa); häufig tritt noch eine viersaitige Bassgitarre (viola baixo) hinzu. Die Instrumente werden traditionell von Männern gespielt.
Während sich der Gesang in touristisch geprägten Lokalen zumeist auf einen Gesangsdarbieter beschränkt, können sich in nicht-kommerziellen Fado-Zusammenkünften der Lissabonner bis zu einem Dutzend Anwesende spontan an einem Fado beteiligen. Dabei trägt jeder Sänger, gefolgt von einem Zwischenapplaus, inbrünstig eine Strophe mit seinem selbst ausgedachten Text bei. Es ist guter Umgangston im nicht-kommerziellen Fadolokal, dass nicht nur lobende Zwischenrufe den Fado begleiten, sondern bei einem virtuos vorgetragenen Fado oftmals deutlich einige Sekunden vor dem (meist durch eine charakteristische Coda bestimmten) Vortragsende der Applaus des Publikums einsetzt.

## Geschichte

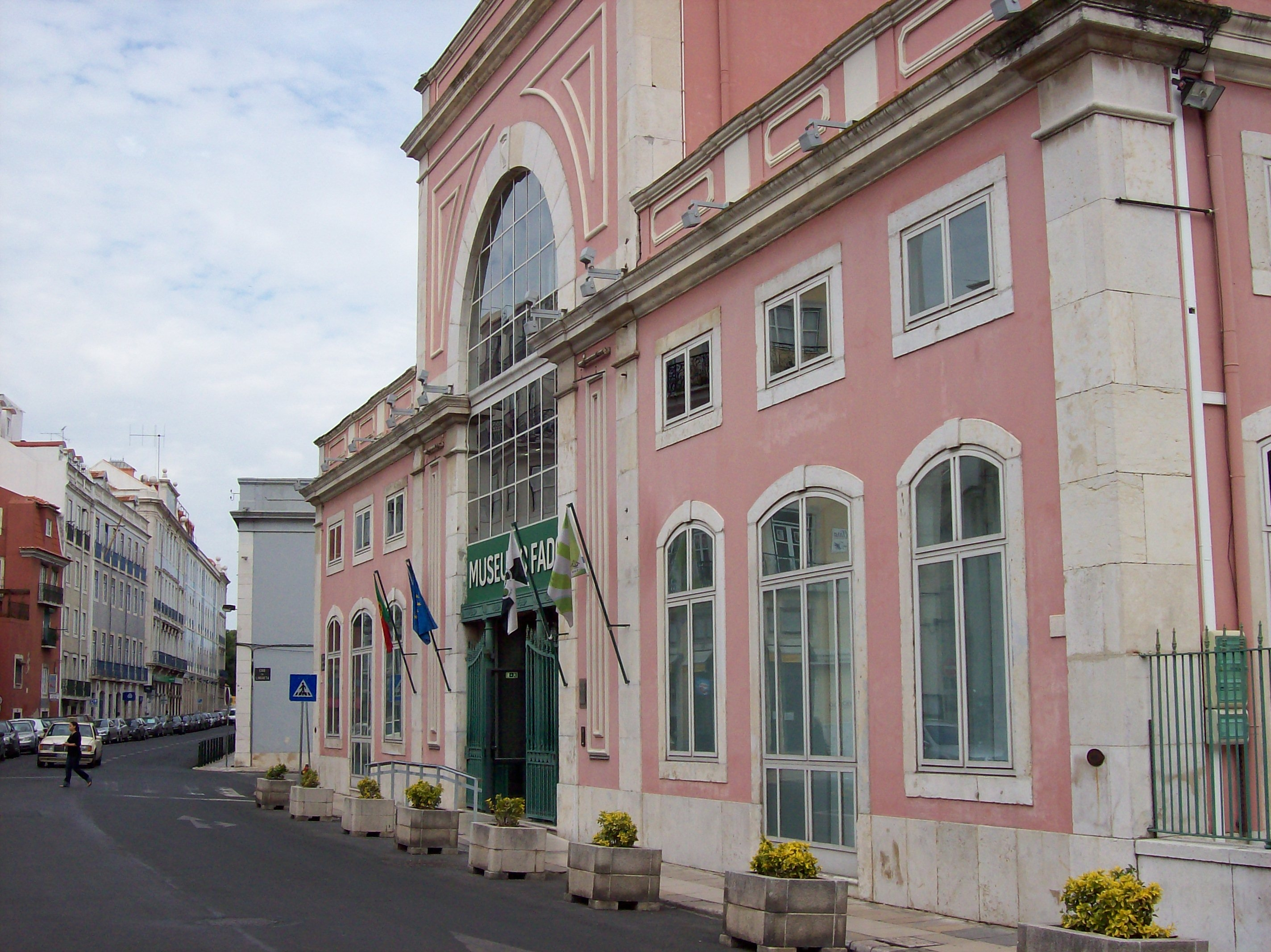
Das Museu do Fado in Lissabon

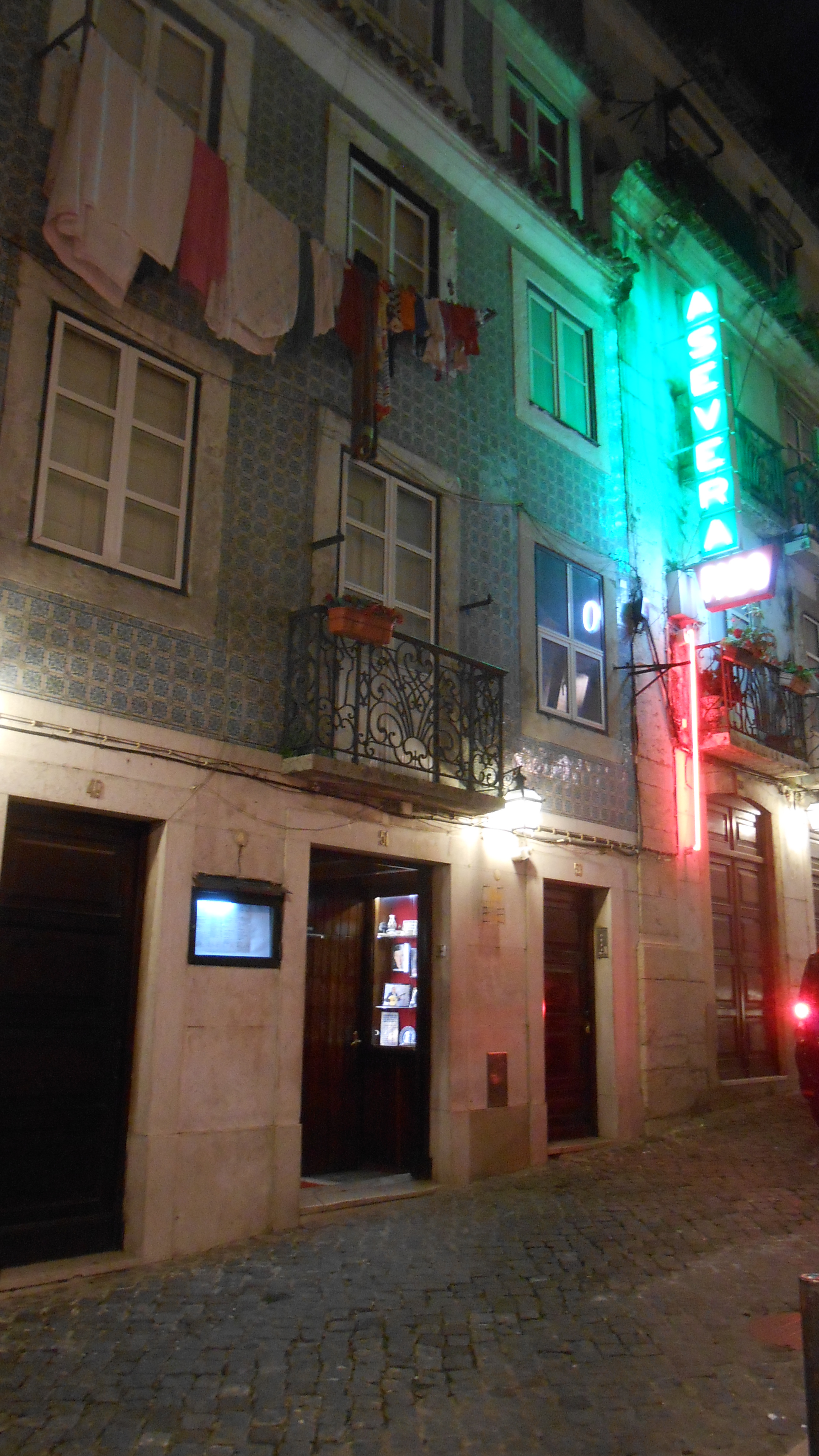
Das A Severa im Bairro Alto, eines der traditionellen Fado-Lokale in Lissabon

### Lissabon
Seinen Ursprung hat der Fado in den Armenvierteln von Lissabon, wo er zunächst in den anrüchigen Kneipen im Stadtteil Mouraria auftauchte. Ob er sich ursprünglich aus den Gesängen der portugiesischen Seeleute entwickelte (im Sinne eines „Genre aus den Docks“, wie der 1959 geborene chilenische Kunsthistoriker und Musikwissenschaftler Miguel Angel Sepulveda Vera vermutete) oder aus brasilianischen Musikrichtungen wie Lundum oder Modinha entstand, ist aus heutiger Sicht nicht mehr zu entscheiden.
Im 19. Jahrhundert wurde Fado auch in bürgerlichen Salons hoffähig. In dieser Zeit wirkte auch die erste noch bekannte Fado-Sängerin Maria Severa. International bekannt wurde der Fado durch Ercília Costa (1902–1985), während Amália Rodrigues (1920–1999) die prägendste und erfolgreichste Botschafterin des Fado wurde.
Heute existiert der Fado im Wesentlichen in zwei Formen: zum einen als Fado Vadio („freier, umherschweifender Fado“), der von Puristen als einzig authentischer Fado angesehen wird und in den Lokalen der portugiesischen Städte und insbesondere den alten Vierteln Lissabons spontan improvisiert gesungen wird; zum anderen als Fado Professional, der in Konzerten mit festem Programm zur Aufführung kommt und von professionellen Sängern vorgetragen wird.

### Coimbra
Ein eher entfernter Verwandter des Fado in Lissabon (und Porto) ist der Fado de Coimbra (genannt auch Balada de Coimbra, Toada de Coimbra oder Canção de Coimbra), seit dem Ende des 19. Jahrhunderts in der alten Universitätsstadt Coimbra, etwa in Sé Valha (einer der zwei Kathedralen Coimbras), gesungene Balladen, die oft von der Stadt, dem Studentenleben und der Liebe handeln. Der Sänger José Afonso sang ursprünglich Fados de Coimbra. Auch der Gitarrist Carlos Paredes stammte ursprünglich aus Coimbra und kam später nach Lissabon, wo er seine Musik auf der Basis des Fados weiter entwickelte. Im Gegensatz zum Fadogesang mit natürlicher Stimme werde der (laut dem Musiker, Verleger und Fado-Biografen Daniel Gouveia) Coimbra-Gesang (insbesondere vom Ende des 19. Jahrhunderts bis in die 1950er Jahre) opernhafter und vor allem von männlichen Sängern ausgeführt.

### Paris
Auch in Paris etablierte sich eine Fado-Szene portugiesischer Immigranten, die ihre Musikkultur in bestimmten Club-Restaurants ausübten, etwa dem „Ribatejo“, wo der Fadista Joaquim Silveirinha auftrat.

### Weitere Entwicklung
Maria de Fátima integriert Elemente des Jazz in ihre Fadointerpretationen. Auch die Pop-Sängerin Nelly Furtado verwendet Elemente des Fado in ihren Liedern, bemerkbar in ihrem EM-Lied Força und auf ihrem Album Folklore. Dazu sind Fado-Gruppierungen entstanden, auch im Ausland, etwa Sina Nossa oder Trio Fado in Deutschland. Auch Lounge-Projekte einiger DJs oder Pop-Bands wie Deolinda oder die avantgardistische Fado-Pop-Gruppe A Naifa erweitern das Spektrum des Fado weiter.
Eine Initiative um das Fadomuseum, zu deren Botschaftern der Altmeister Carlos do Carmo und die Sängerin Mariza ernannt wurden, startete 2010 eine Kandidatur des Fado zur Aufnahme in die Liste des UNESCO-Weltkulturerbes. Auch eine Vielzahl international bekannter Persönlichkeiten unterstützte die Kampagne, darunter der Fußballtrainer José Mourinho und die portugiesisch-kanadische Popsängerin Nelly Furtado. 2011 hatte die Kandidatur Erfolg, und der Fado wurde als immaterielles Kulturerbe der Menschheit durch die UNESCO anerkannt.

## Künstler
Der portugiesische Begriff Fadista wird nicht nur auf die Sänger selbst angewandt, sondern er umschreibt im weiteren Sinne alle Aktiven des Fado. Es schwingt dem Wort ein in Film und Literatur mythisch dargestellter Lebensstil mit, der vom Lissabonner Nachtleben, Bohème und Traditionen geprägt ist, von Kultur und Unterwelt zugleich, in den engen Gassen der Alfama oder des Bairro Alto. Filme und Schallplattencover mit Fotos aus den 1920er bis 1970er Jahren aus Fado-Lokalen, vor allem von Alfredo Marceneiro, Amália Rodrigues oder auch Carlos do Carmo, prägten dieses Bild, welches sich auch auf das Auftreten der neuen Generation von Fadistas (darunter bekannte Divas) auswirkt, etwa bei Mariza, Camané, Ana Moura und Aldina Duarte.
Weitere bekannte Fadistas sind u. a. José Afonso,  Alexandra, Cristina Branco, Carminho, Duarte, Luís Goes, Kátia Guerreiro, Fernando Machado Soares, Mísia, Hélder Moutinho (Bruder von Camané), Pedro Moutinho (ebenfalls Bruder von Camané), Amélia Muge, Adriano Correira de Oliveira, Telmo Pires, Dulce Pontes und Filipa Sousa.
Bekannte Guitarristas und Violistas (Gitarristen und Spieler der Portugiesischen Gitarre) sind u. a. Armandinho, António Chainho und Carlos Paredes. Zu nennen sind auch José Nunes (1915–1979), Jaime dos Santos (1909–1982) und Carvalhinho (Francisco José Gonçalves de Carvalho, 1918–1990) sowie António Brojo, José Fontes Rocha, Raul Nery, Jorge Tuna, António Portugal, Ernesto de Melo und Pedro Caldeira Cabral.

## Film

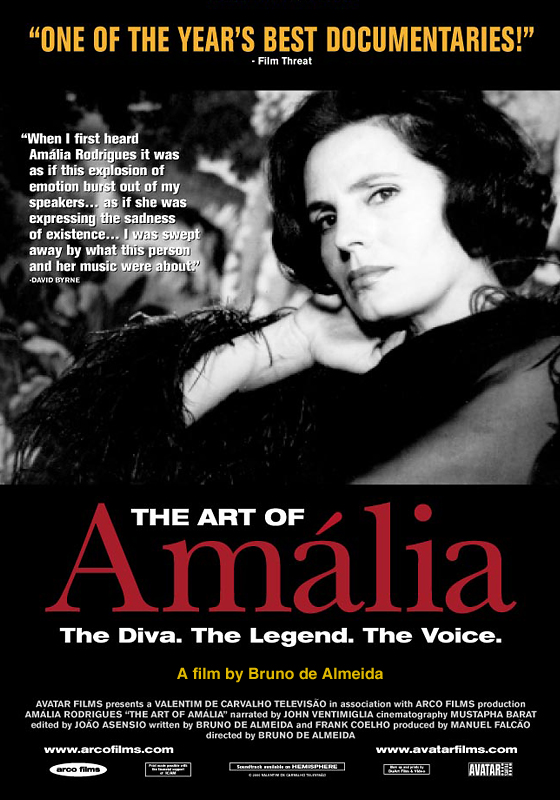
Filmplakat zur prämierten Doku The Art of Amália von Bruno de Almeida (2000)

Der Fado erfuhr eine bis heute anhaltende Aufmerksamkeit durch das Portugiesische Kino. So führt allein das Begleitbuch zur Ausstellung O Fado no Cinema („Der Fado im Film“, 2012 im Fadomuseum) über 120 portugiesische und internationale Filme zwischen 1923 und 2012 auf, in denen der Fado von wesentlicher Bedeutung ist. In der Folge hat auch der Film Einfluss auf den Fado genommen, vor allem was die Präsentation der Fadistas in ihren Auftritten angeht.
Als erster Film mit Bezug zum Fado gilt der Stummfilm Fado von 1923. Die portugiesische Produktion des französischen Regisseurs und Schauspielers Maurice Mariaud (1875–1958) war vom gleichnamigen Gemälde des Malers José Malhoa inspiriert. Mit Leitão de Barros’ Film A Severa („Die Strenge“) über die Fado-Sängerin Maria Severa von 1931 stand auch der erste Tonfilm in Portugal in Bezug zum Fado.
Später prägte die Fadosängerin Amália Rodrigues mit ihren Filmen das Bild des Fados wesentlich. Ihr wiederum ist Bruno de Almeidas Dokumentarfilm-Porträt The Art of Amália (2000) gewidmet, welches das letzte Interview vor ihrem Tod enthält.
Mit Fados (2007) von Carlos Saura und Ivan Dias wurde eine Hommage an den Fado als Musik- und Tanzfilm ohne jegliche Dialoge umgesetzt.
Bis heute taucht Fado häufig als stimmungsbildendes Element in Spielfilmen auf, die in Portugal spielen, auch in internationalen Produktionen, etwa im französischen Kassenerfolg Portugal, mon amour (2013) oder in Eugène Greens Film The Portuguese Nun (2009). Auch in deutschen Produktionen, die in Portugal spielen, spielt Fado eine Rolle, etwa in Jonas Rothlaenders Drama Fado (2016) oder in Fernsehproduktionen wie Ein Sommer in Portugal (2013) oder den Lissabon-Krimis.